# 快篩實名制

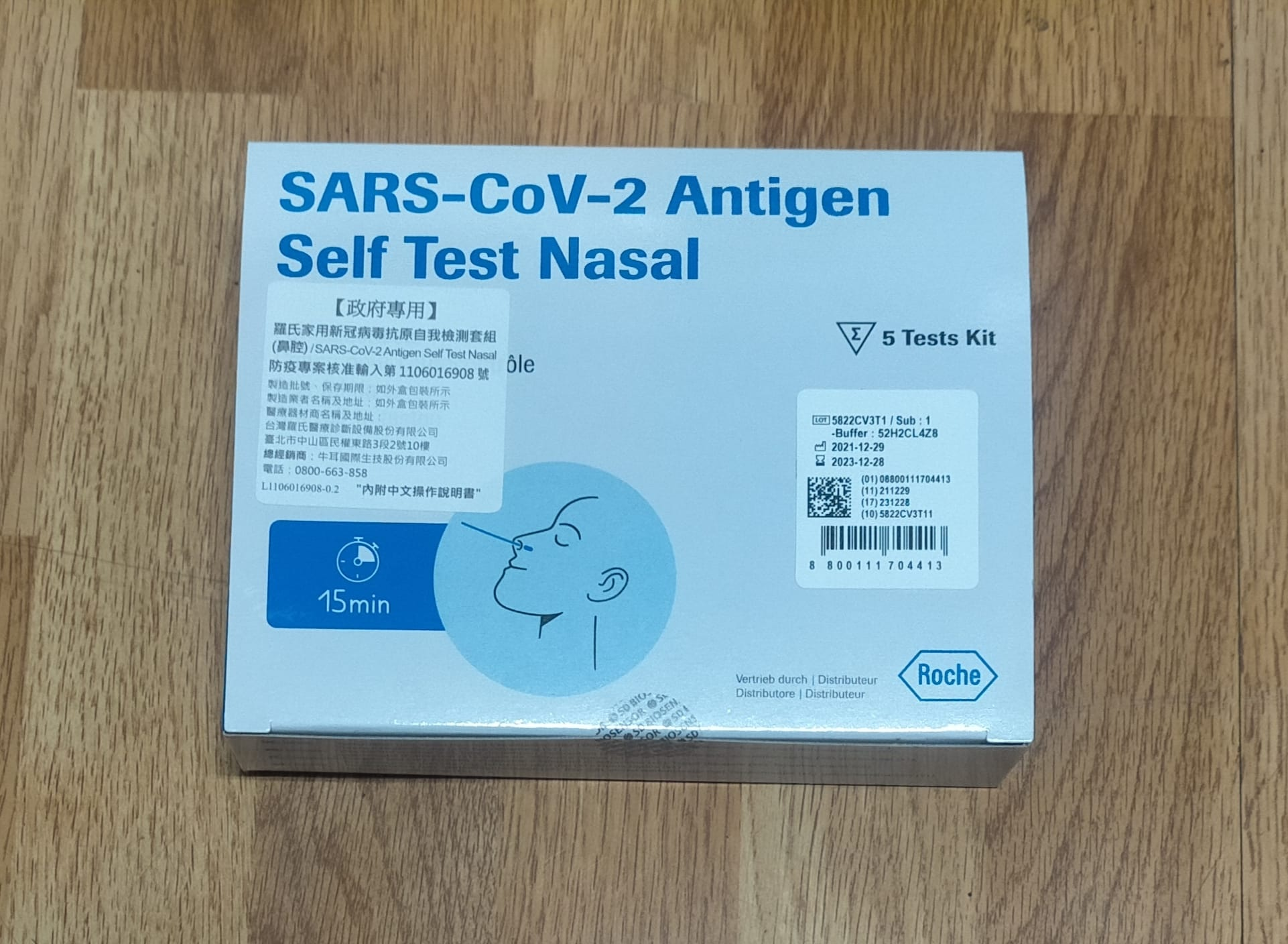
貼有「政府專用」貼紙的羅氏家用新冠病毒抗原自我檢測套組，這是屬於快篩實名制的檢測套組。

快篩實名制是指由政府管制快篩，並以实名制方式配給快篩工具組的政策。此政策史上首次出現於2019冠状病毒病疫情期間。為確保穩定供給快篩，使民眾能享有均等購買快篩的機會，由政府出面以公權力推行此類管制措施。臺灣於2022年4月28日傍晚開始快篩管制措施，但在首輪實名制規定，每個人的健保卡只能購買1次但可以代購，是最先實行相關政策的地區。

## 中华民国（台湾）

### 定價方式
快篩實名制販售的為羅氏家用新冠病毒抗原自我檢測套組，中央流行疫情指揮中心的採購價每劑為95元，另有倉儲、包裝、物流運輸、藥局藥師販售等相關費用，因此以每劑100元出售供民眾使用。而每一盒內有5劑快篩試劑，所以販售500元，以身分證字號尾數單雙號進行分流購買。

### 2022年5月
中華民國經濟部在2022年5月24日表示，如對快篩試劑有大量需求，即日起可在四大超商（統一、全家、萊爾富、OK）及四大零售通路（全聯、美廉社、屈臣氏、康是美）全國有販售單劑亞培家用快篩劑的門市，依實際需求購買，不再每人限購1劑；同日中央流行疫情指揮中心的指揮官陳時中表示快篩如陽性且經醫師確認即為確診，確診者可評估給藥，於2022年5月26日開始適用。5月25日，台灣羅氏醫療診斷設備股份有限公司總經理吳慶城宣布將供應總計1.78億劑羅氏家用新冠病毒抗原自我檢測套組快篩在快篩實名制部份。5月26日，行政院長蘇貞昌宣布將免費發放中低收入、低收入戶、長照機構快篩，預計將有80萬人受惠。指揮官陳時中表示，中低收、低收入戶可獲每人5劑，長照機構住民則是每人3劑。

### 2022年6月
6月1日至6月30日，0至6歲的兒童可以領取免費的快篩，即便已經購買過第1輪快篩實名制者仍可領取。6月6日開放第2輪實名制，6月13日起取消單雙數購買之限制。

## 外部連結
- . （原始内容存档于2022-04-27）.（臺灣）
- YouTube上的快篩方便買，現在不用排！（中華民國經濟部影片）